# Narycia strepsidoma
Narycia strepsidoma är en fjärilsart som beskrevs av Edward Meyrick 1920. Narycia strepsidoma ingår i släktet Narycia och familjen säckspinnare. Inga underarter finns listade i Catalogue of Life.